# LG Chem
LG Chem Ltd. (Coreano: LG화학), a menudo referida como LG Chemical, es la compañía química coreana más grande y tiene su sede central en Seúl, Corea del Sur. Según Chemical & Engineering News, era la 13.ª compañía química más grande  en el mundo por ventas en 2014 ocupando el tercer lugar actualmente.  Se creó como Lucky Chemical Industrial Corporation (que se podría traducir por "Empresa Industrial Química Afortunada"), que fabricaba cosméticos. Es ahora mismo una empresa que se dedica únicamente al campo de empresa-a-empresa (B2B).
Para crear una compañía de holding, la  "antigua" LG Chem (el predecesor legal de LG Corp) se dividió, creándose las "nuevas" LG Chem y LG Care (LG Cuidados). La "antigua" LG Chem cambió su nombre a LG CI l. Después de su fusión con LG EI (la sucesora legal de Goldstar) en 2003,  cambió su nombre a LG Corp. 
La compañía tiene ocho fábricas en Corea del Sur y una red de 29 ubicaciones empresariales en 15 países. Esta red incluye una compañía de holding en China, 14 filiales de fabricación en el extranjero, cinco filiales de marketing, siete oficinas representativas, y dos centros de I+D. El Finacial Times informó el 2 de abril de 2017, que LG Chem  expandiría su producción de baterías en China. En ese momento, China contaba con un tercio de las ventas totales de la compañía.

## Empresarial y áreas de producto
LG Chem tiene tres áreas empresariales principales:
- Sustancias químicas y materiales básicos
- Tecnología de información y materiales de electrónica
- Soluciones de energía

### Soluciones de energía

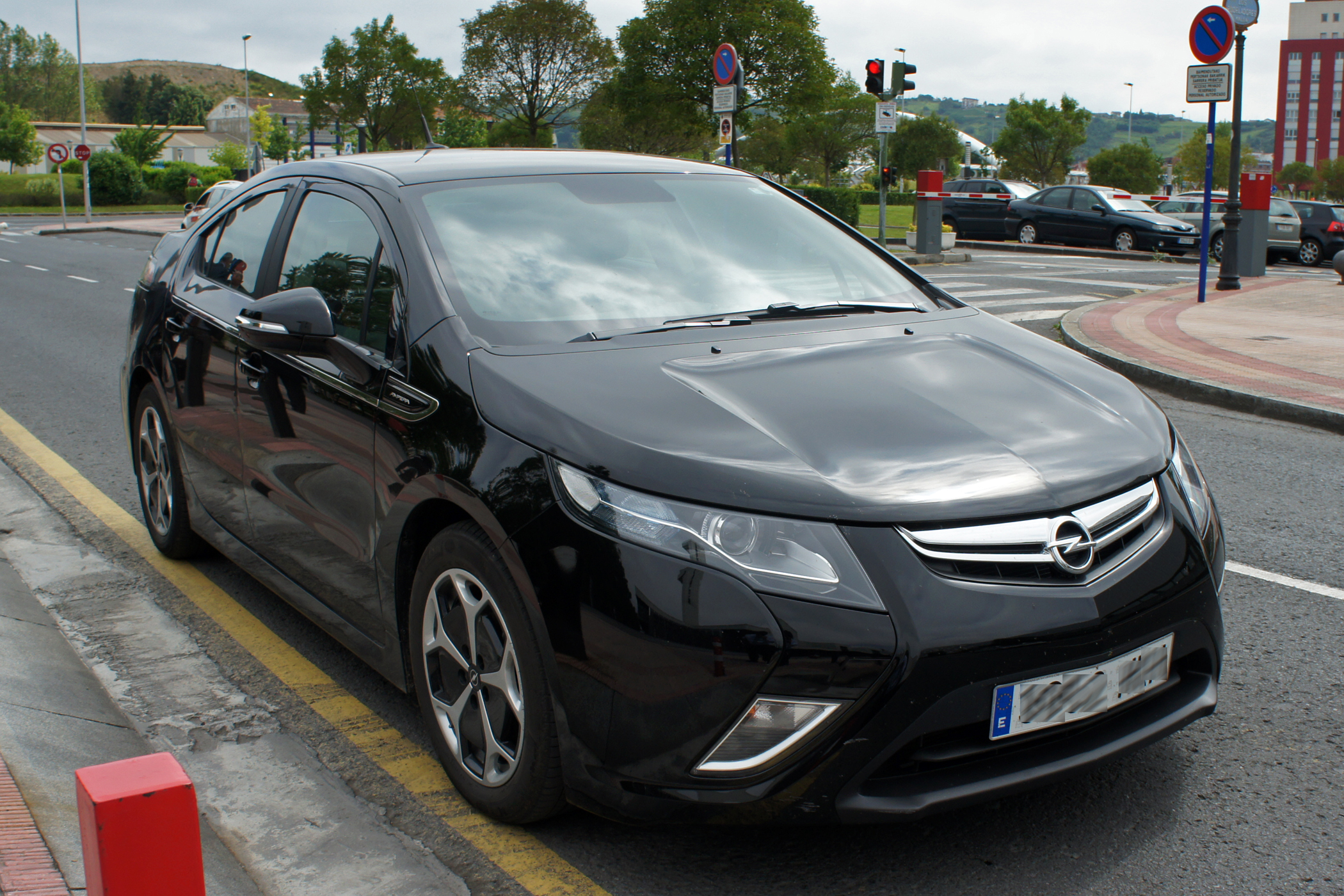
Chevrolet Volti, conocido como Opel Ampera en Europa

LG Chem completó su desarrolló y comenzó la producción en masa de las primeras baterías de litio de Corea en 1999. Al final de 2011, LG Chem era el tercer mayor fabricante del mundo, con una capacidad de producción anual de 1.000 millones de células. Es también un proveedor de baterías automotivas para vehículos eléctricos, como el Ford Focus, Chevrolet Volt y Renault ZOE.
LG Chem Míchigan es una filial completamente controlada por LG Chem basada en Holland, Míchigan, EE. UU., que opera una planta para fabricar células de batería avanzadas para vehículos eléctricos. La planta de Holland de US$303 millones, recibió el 50% de su financiación de inicio del Departamento de Energía de EE. UU.,  mediante fondos de estímulo, y empezó a fabricar sistemas de baterías en 2013. La planta puede producir bastantes células por año, para construir entre 50.000 y 200.000 paquetes de baterías para coches eléctricos como el Chevrolet Volt de General Motors, el Ford Focus Electric y vehículos de otros fabricantes. Su brazo de búsqueda y  desarrollo, denominado LG Chem Power, tiene su sede en Troya cerca de Míchigan. LG Chem Power y LG Chem Míchigan se llamaron inicialmente Compact Power, Inc (Electricad Compacta, Inc.)
Tanto el Chevrolet Volt, como el Ford Focus Electric, usaron inicialmente las células fabricadas en Corea por la matriz LG Chem y  más tarde cambiaron a las células producidas por la planta de Holland de LG Chem Míchigan, una vez  abierta.